# World Championship Tennis Finals 1979
World Championship Tennis Finals 1979 byl devátý ročník tenisového turnaje WCT Finals, pořádaný jako jedna z osmi událostí World Championship Tennis hraných podruhé v rámci okruhu Grand Prix. Probíhal mezi 1. až 6. květnem na koberci dallaské haly Moody Coliseum.
Na turnaj s rozpočtem 200 000 dolarů se kvalifikovalo osm tenistů. Obhájce trofeje Vitas Gerulaitis vypadl v semifinále. Premiérově se do finále probojoval Američan John McEnroe, jenž ve finále zdolal švédského hráče Björna Borga ve čtyřech setech. Seveřan odešel z finálového boje v Dallasu poražen potřetí ze čtyř účastí. Američan naopak zahájil rekordní dallaskou sérii čítající pět titulů a osm finále, jež zůstala nepřekonána žádným jiným tenistou. McEnroe si také připsal devátý titul probíhající sezóny a celkově jubilejní dvacátý v kariéře.

## Finále

### Mužská dvouhra
- John McEnroe vs.  Björn Borg, 7–5, 4–6, 6–2, 7–6